# Flynt
De Flynt was een betaalpenning op het Nederlandse eiland Vlieland. De munt kon gedurende het jaar 2006 overal op het eiland als betaalmiddel gebruikt worden. De waarde bedroeg 2 euro. De munt werd door de Koninklijke Nederlandse Munt geslagen, maar de eerste (speciale) exemplaren werden op Vlieland zelf geslagen op 28 februari 2006. Burgemeester Baukje Galama was bereid om het muntmeesterschap op zich te nemen.
Op de ene zijde stonden de eilandbenamingen Vlieland en Flylan, terwijl de andere zijde de waarde van 1 en de tekst 100 jaar gastvrij 1906 - 2006 vermeldde. De munt bestond uit koper en nikkel, woog 9,41 gram en had een diameter van 30 mm.